# Jón Halldórsson
Jón Halldórsson (ur. 2 listopada 1889 w Reykjavíku, zm. 7 lipca 1984 tamże) – islandzki lekkoatleta specjalizujący się w biegach sprinterskich, uczestnik igrzysk olimpijskich.
Halldórsson wziął udział w V Letnich Igrzysk Olimpijskich w Sztokholmie w 1912 roku, gdzie wziął udział w jednej konkurencji. Na dystansie 100 metrów odpadł w fazie eliminacyjnej zajmując w swoim biegu, z czasem 12,1 sekundy, czwarte miejsce. Wziął także udział w rozgrywkach w zapasach o nazwie glima, które obok baseballu były dyscypliną pokazową.

## Rekordy życiowe
- bieg na 100 metrów – 11,6 (1910)